# Lufthansa

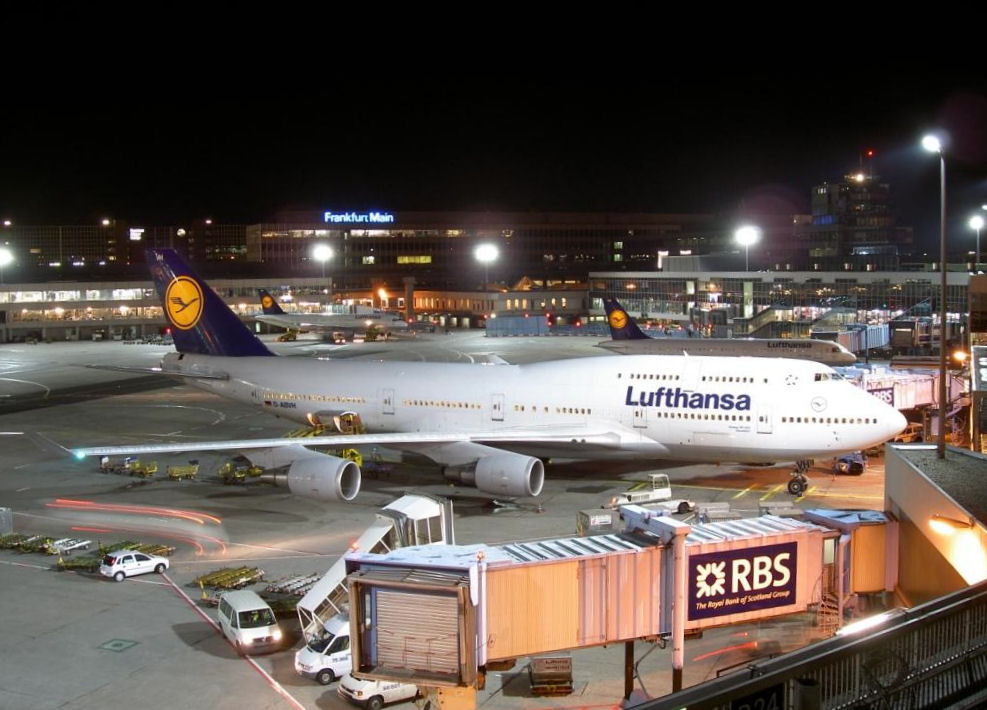
Lufthansaplan i Frankfurt Mains flygplats.

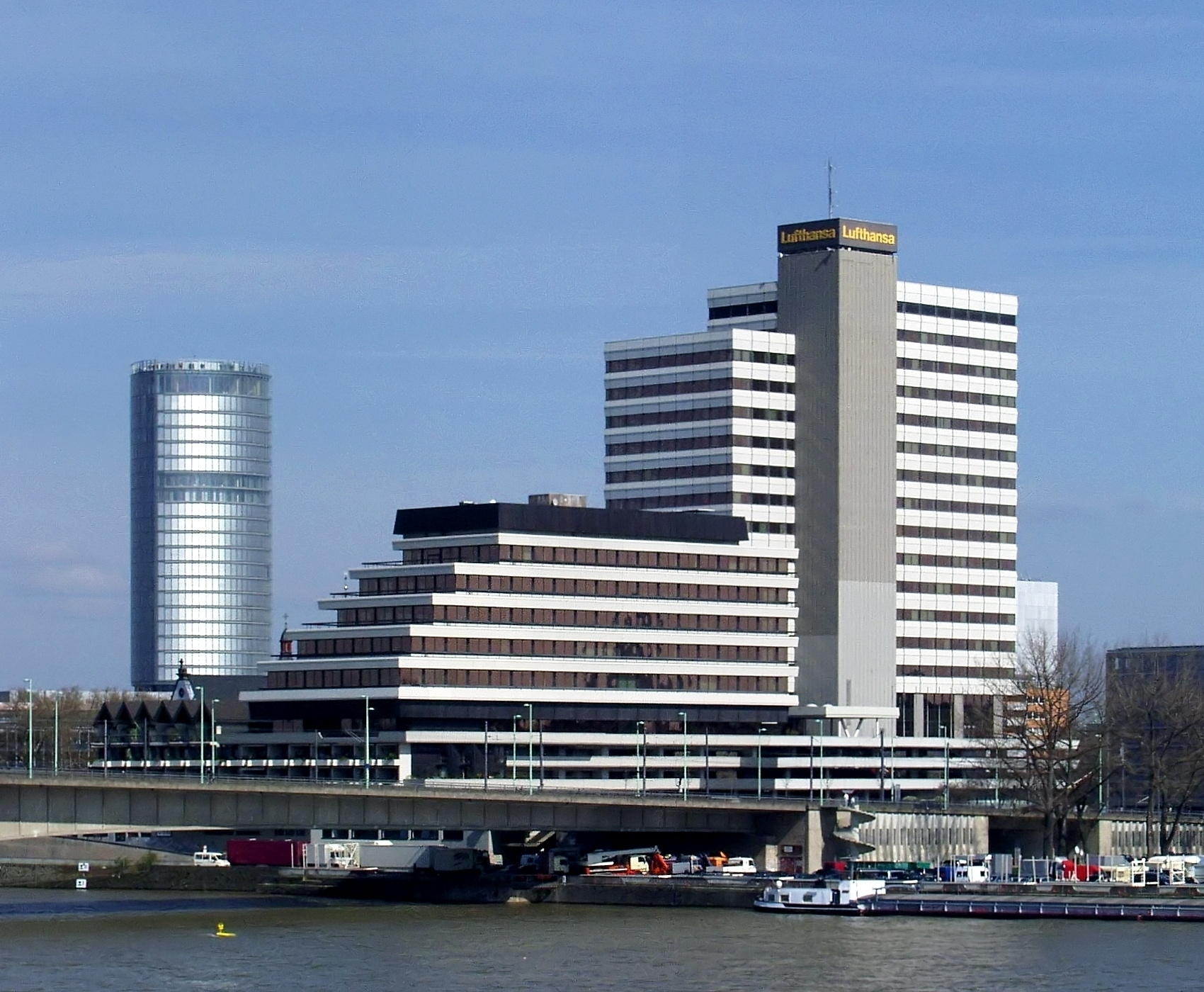
Huvudkontoret i Köln.

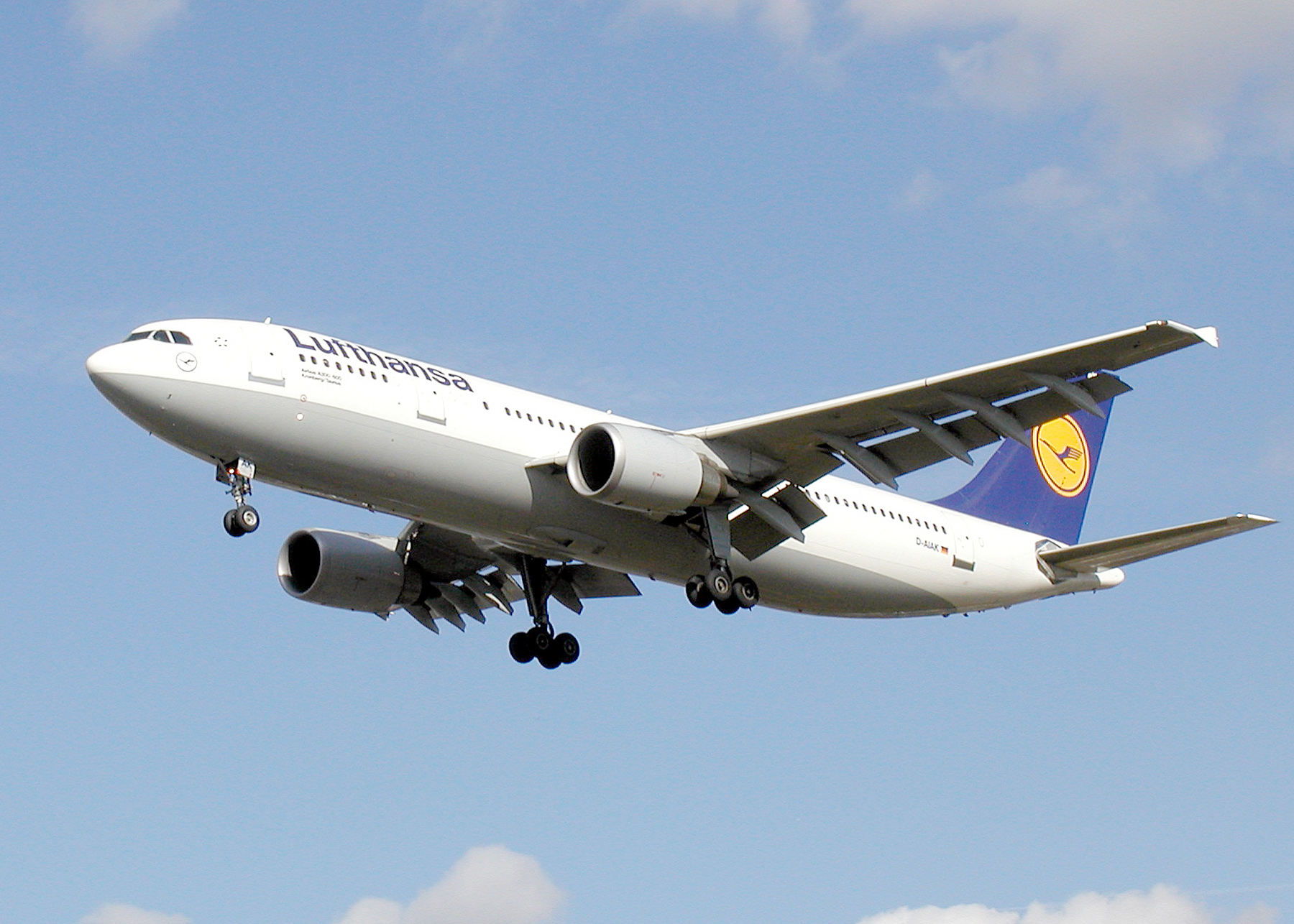
En Airbus A300

Lufthansa, Deutsche Lufthansa AG, är ett av världens största flygbolag med säte i Köln, Tyskland. Operativ bas finns i Frankfurt am Main, den tekniska basen i Hamburg, och flygtrafiknav finns i Frankfurt am Main och München.

## Historia
Lufthansa grundades på Hotel Kaiserhof i Berlin i januari 1926 som Deutsche Luft Hansa AG (Aktiengesellschaft), genom en sammanslagning av Deutscher Aero Lloyd och Junkers Luftverkehr. Den 6 april 1926 inleddes flygningar med en flotta på 162 flygplan av 18 olika typer. Luft Hansa var från första början ett globalt flygbolag och redan under premiäråret gjorde en uppmärksammad expedition till Kina. Under slutet av 1920-talet var Luft Hansa en drivande kraft vid bildandet av flera flygbolag bland annat för det spanska flygbolaget Iberia, brasilianska Syndicato Condor och kinesiska Eurasia Airways.
1933 ändrades namnet till Lufthansa och under 1930-talet inledde Lufthansa försök med post- och passagerarflygningar över Atlanten. Vid krigsutbrottet 1939 hade Lufthansa just invigt nya linjer till Bangkok och Santiago de Chile, men bortsett från ett fåtal linjer inom Europa ställdes Lufthansas trafikprogram in under resten av andra världskriget; 1945 ställdes all trafik in och flygbolaget avvecklades av segrarmakterna. Bolaget försattes i likvidation 1951.

### Lufthansa återstartas
1951 inleddes planering för ett nytt tyskt flygbolag i den allierade ockupationszonen (Västtyskland) under ledning av Hans M Bongers som före kriget varit chef för Lufthansa i Köln. I januari 1953 bildades Aktiengesellschaft für Luftverkehrsbedarf (Luftag) i Köln men året därpå ändrades namnet till Deutsche Lufthansa Aktiengesellschaft. 
Den 1 april 1955 genomförde det nya Lufthansa premiärflygningen med en Convair CV-340 Metropolitan från Hamburg till München via Düsseldorf och Frankfurt am Main. Därefter började Lufthansa snabbt bygga upp sitt forna linjenät med utgångspunkt från Hamburg som i början blev Lufthansas hemmabas. 
Samtidigt hade VEB Deutsche Lufthansa inlett flygningar i DDR. Det fanns nu två olika flygbolag med namnet Lufthansa och båda ansåg sig ha rätt till namnet. Det slutade med att Europadomstolen i Haag avgjorde frågan 1963 och förbjöd östtyskarna att kalla sitt flygbolag vid samma namn. VEB Deutsche Lufthansa slog sig då samman med sitt dotterbolag Interflug och tog det senare namnet; namnet Deutsche Lufthansa hängde dock med ett tag på inrikeslinjerna i DDR som sedan las ner av ekonomiska skäl.

### Jetåldern
1960 gick Lufthansa in i jetåldern då Boeing 707 togs i trafik på långlinjerna. Den sista 707:an togs inte ur trafik förrän i december 1984. Under 1960-talet utökades såväl linjenätet som flygplansflottan med exempelvis Boeing 727, ett tremotorigt jetflygplan som under åren 1964-1992 utgjorde ryggraden i Lufthansas kort- och medeldistansflotta. Tvåmotoriga Boeing 737 togs i trafik 1967. Lufthansa var första kund och modernare versioner av 737 finns fortfarande i Lufthansas flotta.
Lufthansas flygplan Landshut kapades den 13 oktober 1977 av fyra medlemmar av Folkfronten för Palestinas befrielse. Den 18 oktober stormades flygplanet av den västtyska terrorismbekämpningsgruppen Grenzschutzgruppe 9 i Mogadishu, Somalia. Samtliga 86 passagerare räddades.
Boeing 747 levererades 1970 och följdes 1972 av det nya europeiska samarbetsprojektet Airbus A300. 1974 började man ersätta Boeing 707 med McDonnell Douglas DC-10. Under 1980-talet utökades Airbus-flottan i form av Airbus A310, den modernare A300-600 och inte minst fly-by-wire-modellen A320. Sedan dess har Lufthansa varit en av världens största Airbus-operatörer och har idag nästan samtliga modeller i flottan: A300-600, A310, A319, A320, A321, A330, A340-300, A340-600 och från sommaren 2010 även dubbeldäckaren A380.

### Privatisering
Under åren 1992-1997 drabbades Lufthansa av en kraftig ekonomisk nedgång men tack vare privatisering, hårda nedskärningar och effektiviseringar kom företaget stärkt ur krisen flera år innan den drabbade andra flygbolag. 
Lufthansa är ett av de fem flygbolag som bildade Star Alliance 1997, en global allians där även bland annat SAS, Air Canada, United Airlines, Thai Airways, All Nippon Airways ingår. Lufthansa är idag en av världens största flygkoncerner med 135 534 anställda i mars 2020 och verksamhet inom bland annat catering, tekniskt underhåll, flygträning och frakt förutom ren passagerartrafik.
Koncernchef är Wolfgang Mayrhuber.

## Lufthansa-gruppen
Air DolomitiEtt flygbolag med huvudsäte i Trieste, Italien, helägt av Lufthansa.
Austrian AirlinesDet nationella flygbolaget i Österrike med bas vid Wiens flygplats. Helägt av Lufthansa.
Brussels AirlinesBelgiens största flygbolag med bas i Bryssels flygplats. Helägt av Lufthansa från 2017.
EurowingsÄr ett regionalt bolag, som i sin tur äger Germanwings. Sedan 2009 är Eurowings helägt av Lufthansa.
ITA Airways
Före detta Alitalia. 
Nationella flygbolaget i Italien. Äger 41% av aktierna, köpt från den Italiensiska staten 2023. Har planer att köpa upp resten av bolaget.
JetBlueLufthansa äger 16 % av bolaget.
Lufthansa CargoFraktflygsbolag och helägt av Lufthansa.
Lufthansa CityLineEtt regionalt bolag och helägt av Lufthansa.
Lufthansa ItaliaEtt före detta dotterbolag from 2009 med Milano-Malpensa flygplats som huvudbas. Avsikten med bolaget var att ta marknadsandelar, efter stora nedskärningar inom Alitalia. Nedlagd redan oktober 2011.
LuxairLufthansa äger 13 % av aktierna.
SunExpressFlygbolag baserat i Antalya, Turkiet. Ägs till 50 % av Lufthansa och 50 % av Turkish Airlines
Swiss International Air LinesEtt flygbolag med säte i Zürich, Schweiz och helägt av Lufthansa.

### Övrig verksamhet
DelvagEtt försäkringsbolag som är specialiserade inom luftfarten.
LSG Sky ChefsSom är världens största matleverantör till flygbolag. Bolaget står för cirka en tredjedel av världens måltider på flygresor.
Lufthansa Commercial HoldingLufthansa äger 19 % av aktierna. LCH hanterar över 400 tjänster och finansiella bolag där Lufthansa äger aktier.
Lufthansa Flight TrainingEtt bolag som utbildar flygplanspersonal till olika flygbolag, samt ansvarar för utbildning av flygbolagets egna piloter.
Lufthansa RegionalEtt bolag som drivs som en allians av flera mindre regionala flygbolag, inklusive Eurowings och Lufthansa CityLine.
Lufthansa SystemsÄr största IT-leverantören inom den europeiska flygindustrin.
Lufthansa TechnikEtt bolag som sköter flygplansunderhåll.

## Flotta

### Nuvarande flotta
| Flygplan           | Flygplan           | Antal | Order | Passagerare (First / Bus / Prem / Eco) | Linjer                                     | Övrigt                                                                                 |
| ------------------ | ------------------ | ----- | ----- | -------------------------------------- | ------------------------------------------ | -------------------------------------------------------------------------------------- |
| Airbus A319-100    | Airbus A319-100    | 35    |       | 138                                    | Inrikes, Europa, Mellanöstern, Nordafrika  | En målad i Star Alliance livery                                                        |
| Airbus A320-200    | Airbus A320-200    | 49    |       | 168                                    | Inrikes och Europa                         |                                                                                        |
| Airbus A320neo     | Airbus A320neo     | 34    |       | 180                                    | Inrikes, Europa, Mellanöstern, Nordafrika  |                                                                                        |
| Airbus A321-100    | Airbus A321-100    | 17    |       | 200                                    | Inrikes och Europa                         |                                                                                        |
| Airbus A321-200    | Airbus A321-200    | 37    |       | 200                                    | Inrikes, Europa, Nordafrika                |                                                                                        |
| Airbus A321neo     | Airbus A321neo     | 17    |       | 215                                    | Inrikes, Europa, Mellanöstern, Nordafrika  |                                                                                        |
| Airbus A330-300    | Airbus A330-300    | 9     |       | 255 (42/28/185)                        | Internationellt från Frankfurt             |                                                                                        |
| Airbus A340-300    | Airbus A340-300    | 17    |       | 279 (30/28/221)                        | Internationellt från Frankfurt             | Största operatör av Airbus A340-300                                                    |
| Airbus A340-600    | Airbus A340-600    | 10    |       | 297 (8/44/32/213) 281 (8/56/28/189)    | Internationellt från Frankfurt och München | Största operatör av Airbus A340-600                                                    |
| Airbus A350-900    | Airbus A350-900    | 26    | 3     | 267 (4/38/24/201)*                     | Internationellt från München               | *Allegris, Lufthansas nya kabin. Introducerades 2024 Andra konfigurationer finns också |
| Airbus A380-800    | Airbus A380-800    | 8     |       | 507 (8/76/52/371)                      | Internationellt från München               | Vissa väntar på att bli återintroducerad efter COVID-19, Aug 2024                      |
| Boeing 747-400     | Boeing 747-400     | 8     |       | 371 (0/67/32/272)                      | Internationellt från Frankfurt och München | Tas ur trafik: 2028                                                                    |
| Boeing 747-8       | Boeing 747-8       | 19    |       | 364 (8/80/32/244)                      | Internationellt från Frankfurt och München | Första operatör. I trafik: 2012                                                        |
| Boeing 787-9       | Boeing 787-9       | 5     | 6     | 294 (0/26/21/247)                      | Internationellt från Frankfurt             |                                                                                        |
| Boeing 777-9       | Boeing 777-9       | -     | 20    |                                        |                                            | Levereras från 2026                                                                    |
| Bombardier CRJ-900 | Bombardier CRJ-900 | 28    |       | 90                                     | Inrikes, Europa                            |                                                                                        |
| Embraer ERJ-190    | Embraer ERJ-190    | 2     |       | 100                                    |                                            |                                                                                        |
| Total              |                    | 319   | 29    |                                        |                                            |                                                                                        |

### Plan som tidigare ingått i flottan
| Typ                                    | År           | Rutter                   | Noteringar         |
| -------------------------------------- | ------------ | ------------------------ | ------------------ |
| Airbus A300B2/B4                       | 1976-1984    | Kort- o. medeldistans    |                    |
| Airbus A300-600                        | 1987-2009    | Kort-/medel-/långdistans |                    |
| Airbus A310                            | 1984-2005    | Kort-/medel-/långdistans |                    |
| Airbus A330-200                        | 2002-2006    | Medel- o. långdistans    |                    |
| Airbus A340-200                        | 1993-2006    | Långdistans              |                    |
| Boeing 707                             | 1960-1984    | Långdistans              |                    |
| Boeing 720                             | 1961-1965    | Långdistans              |                    |
| Boeing 727-100                         | 1964-1979    | Kort- o. medeldistans    |                    |
| Boeing 727-200                         | 1971-1993    | Kort- o. medeldistans    |                    |
| Boeing 737-100                         | 1967-1982    | Kortdistans              |                    |
| Boeing 737-200                         | 1969-1997    | Kortdistans              |                    |
| Boeing 737-400                         | 1992-1998    | Kortdistans              |                    |
| Boeing 747-100                         | 1970-1979    | Långdistans              |                    |
| Boeing 747-200                         | 1971-2004    | Långdistans              |                    |
| Convair 440 Metropolitan               | 1955-1968    | Europa                   |                    |
| Curtiss C-46 Commando                  | 1964-1969    | Europa / frakt           | inhyrd             |
| DC-3                                   | 1955-1960    | Kortdistans              |                    |
| DC-4                                   | 1959-1959    | Europa / frakt           | inhyrd             |
| DC-10                                  | 1974-1994    | Långdistans              |                    |
| Fokker F-27                            | ca 1965-1966 | Kortdistans              | inhyrd från Condor |
| Lockheed Super Constellation/Starliner | 1955-1967    | Långdistans              |                    |
| Vickers Viking                         | 1956-1961    | Kortdistans / frakt      | inhyrd från Condor |
| Vickers Viscount                       | 1958-1971    | Europa                   |                    |